# كيد العوالم (فلم)
كيد العوالم هو فيلم مصري من إخراج أحمد صقر  وبطولة لوسي، جالا فهمي، محمود حميدة، عايدة رياض، نهلة سلامة وعائشة الكيلاني.

## نبذه
حسني صاحب كباريه، يعتاد على الزواج كل مرة من الراقصة التي تعمل لديه لكي يحصل على أموالها ثم يهجرها ليتزوج من راقصة أخرى وهكذا دواليك، لكن حين يلتئم شمل ثلاث راقصات من ضحاياه ويتكاتفن معًا، يقررن معًا وضع خطة محكمة للانتقام منه على كل ما فعله بهن، خاصة أن لديه جانب الكباريه أعمال أخرى غير مشروعة في الخفاء.

## طاقم العمل
- لوسي بدور "وداد"
- جالا فهمي بدور "سلوى"
- محمود حميدة بدور "حسني"
- عايدة رياض بدور "صفية"
- نهلة سلامة بدور "كريمة"
- عائشة الكيلاني بدور "هنية"

## وصلات خارجية
- مقالات تستعمل روابط فنية بلا صلة مع ويكي بيانات